# Kompanihuset
Kompanihuset (dansk: Kompagnihuset) er en bygning fra renæssancen, som ligger i Kompanigatan tæt på Malmø rådhus i Malmø, Sverige.

## Historie
Huset blev opført i slutningen af 1520'erne og var formentlig været tænkt som en søgningegård, det vil sige en adelsmands gård, som han brugte under besøg i byen. Inden huset stod færdig kom det i det danske handelskompanis eje, hvorefter det blev ombygget til et gildehus. Hertil blev der bragt dyre varer og holdt sammenkomster og fester. Kompanihuset er et af de bedst bevarede gildehus fra middelalderen i Norden.

## Bygningen
Den oprindelige planløsning viser store ligheder med Malmøhus slot, hvorfor der har været spekuleret i om Kompanihusets bygherre også har været indblandet i bygningen af slottet. Bygningen består af kælder, to etager og loft. Murene er af tegl og hviler på store natursten. Den østlige gavl og nordlige langside er fritstående, mens den vestlige gavl er delvis dækket af et to-etagers hus. Den sydlige side er helt dækket af en høj brandmur. Af tidlig interiør findes to pejse fra 1600-tallet. Den ene bærer husejernes initialer for Willum Efvert Dichmand og hustru Karine Pedersdatter, og er opsat i 1630'erne. Den anden pejs har to konsolsten med to udhuggede indianerhoveder. 
På 1690'erne overgik gården til den svenske krone og blev kaldt Kungshuset. Herefter fungerede bygningen som magasin, helt frem til 1970'erne, hvor den blev ombygget til restaureret. Her blev blandt andet trappetårn og trappegavle genskabt. Kompanihuset ejes af Malmö by og udlejes til forsamlinger og ustillinger m.m.